# Tellina diantha
Tellina diantha är en musselart som beskrevs av Boss 1964. Tellina diantha ingår i släktet Tellina och familjen Tellinidae. Inga underarter finns listade i Catalogue of Life.